# أحبيني (أغنية)
أغنية أحبيني (بالإنجليزية Love Me)
سجلها البي جيز واطلقوها في عام 1976 في ألبوم أطفال العالم (ألبوم). أيضا يظهر في ألبوم مجمع بعنوان Love from the Bee Gees أطلق في إنجلترا فقط.